# Хрушањ
Хрушањ је насељено мјесто у општини Ново Горажде, Република Српска, БиХ.

## Становништво
| Демографија | Демографија | Демографија |
| Година      | Становника  | Становника  |
| ----------- | ----------- | ----------- |
| 1961.       | 24          |             |
| 1971.       | 20          |             |
| 1981.       | 0           |             |
| 1991.       | 0           |             |